# Afareu (poeta)
Afareu (en grec Ἀφαρεύς Aphareus), va ser un poeta tràgic atenenc i orador.
Era fill del retòric Hípies d'Elis i de Plathane. Després de la mort del seu pare, la seva mare es va casar amb Isòcrates d'Atenes, l'orador, que va adoptar Afareu com a fill seu. Va rebre educació a l'escola d'Isòcrates i va escriure alguns discursos judicials i deliberatius (λόγοι δικανικοὶ καὶ συμβουλευτικοί). Un dels discursos, del que no se'n sap el nom, va ser escrit i pronunciat per ell en representació d'Isòcrates contra Megaclides. Segons Plutarc va escriure trenta-set tragèdies, encara que l'autoria de dues d'elles era discutida ja a l'antiguitat. La seva primera tragèdia la va escriure el 369 aC i la darrera el 342 aC. Va guanyar quatre premis per les seves obres, dues a les Dionísia i dues a les Lenaia. Les seves obres van formar tetralogies, però cap d'elles no s'ha conservat, ni tan sols el títol.